# Qualifications aux épreuves de tennis de table aux Jeux olympiques d'été de 2012
Pour un article plus général, voir Tennis de table aux Jeux olympiques d'été de 2012.
Cet article liste les sportifs qui se sont qualifiés aux épreuves de tennis de table aux Jeux olympiques d'été de 2012 à Londres au Royaume-Uni.
Un comité national olympique peut inscrire jusqu'à six athlètes soit deux hommes et deux femmes dans les épreuves en simples et une équipe masculine et une équipe féminine dans les épreuves par équipe,.

## Qualifiés par pays
| CNO                | Simple hommes | Par équipe hommes | Simple femmes | Par équipe femmes | Total athlètes |
| ------------------ | ------------- | ----------------- | ------------- | ----------------- | -------------- |
| Allemagne          | 2             | X                 | 2             | X                 | 6              |
| Argentine          | 1             |                   |               |                   | 1              |
| Australie          | 2             | X                 | 2             | X                 | 6              |
| Autriche           | 2             | X                 | 2             | X                 | 6              |
| Belgique           | 1             |                   |               |                   | 1              |
| Biélorussie        | 1             |                   | 2             |                   | 3              |
| Brésil             | 2             | X                 | 2             | X                 | 6              |
| Cameroun           |               |                   | 1             |                   | 1              |
| Canada             | 2             | X                 | 1             |                   | 4              |
| Chili              |               |                   | 1             |                   | 1              |
| Chine              | 2             | X                 | 2             | X                 | 6              |
| Taipei chinois     | 1             |                   | 2             |                   | 3              |
| Colombie           |               |                   | 1             |                   | 1              |
| Corée du Nord      | 2             | X                 | 2             | X                 | 6              |
| Corée du Sud       | 2             | X                 | 2             | X                 | 6              |
| Croatie            | 2             |                   | 2             |                   | 4              |
| Cuba               | 1             |                   |               |                   | 1              |
| Danemark           | 2             |                   | 1             |                   | 3              |
| Djibouti           |               |                   | 1             |                   | 1              |
| Égypte             | 2             | X                 | 2             | X                 | 6              |
| Espagne            | 2             |                   | 2             | X                 | 5              |
| États-Unis         | 1             |                   | 2             | X                 | 4              |
| France             | 1             |                   | 2             |                   | 3              |
| Grèce              | 2             |                   |               |                   | 2              |
| Hong Kong          | 2             | X                 | 2             | X                 | 6              |
| Hongrie            | 2             |                   | 2             |                   | 4              |
| Inde               | 1             |                   | 1             |                   | 2              |
| Iran               | 1             |                   | 1             |                   | 2              |
| Italie             | 1             |                   | 1             |                   | 2              |
| Japon              | 2             | X                 | 2             | X                 | 6              |
| Koweït             | 1             |                   |               |                   | 1              |
| Lettonie           | 1             |                   |               |                   | 1              |
| Liban              |               |                   | 1             |                   | 1              |
| Luxembourg         |               |                   | 1             |                   | 1              |
| Mexique            |               |                   | 1             |                   | 1              |
| Nigéria            | 2             |                   | 2             |                   | 4              |
| Paraguay           | 1             |                   |               |                   | 1              |
| Pays-Bas           |               |                   | 2             | X                 | 3              |
| Pologne            | 1             |                   | 2             | X                 | 4              |
| Portugal           | 2             | X                 | 1             |                   | 4              |
| Congo              | 2             |                   | 1             |                   | 3              |
| République tchèque |               |                   | 2             |                   | 2              |
| Dominique          | 1             |                   |               |                   | 1              |
| Roumanie           | 1             |                   | 2             |                   | 3              |
| Grande-Bretagne    | 1             | X                 | 1             | X                 | 6              |
| Russie             | 2             | X                 | 2             |                   | 5              |
| Serbie             | 2             |                   |               |                   | 2              |
| Singapour          | 2             | X                 | 2             | X                 | 6              |
| Slovénie           | 1             |                   |               |                   | 1              |
| Suède              | 2             | X                 |               |                   | 3              |
| Thaïlande          |               |                   | 1             |                   | 1              |
| Togo               | 1             |                   |               |                   | 1              |
| Turquie            | 1             |                   | 1             |                   | 2              |
| Ukraine            | 2             |                   | 2             |                   | 4              |
| Vanuatu            | 1             |                   | 1             |                   | 2              |
| Venezuela          |               |                   | 1             |                   | 1              |
| Total: 56 CNO      | 69            | 48                | 69            | 48                | 172            |

## Qualifiés

### Simple
69 athlètes se sont qualifiés pour chaque épreuve en simple,.
†: Athlète qualifié uniquement pour l'épreuve par équipe.

#### Hommes
| Épreuve                                           | Date                | Lieu                   | Places | Qualifiés |
| ------------------------------------------------- | ------------------- | ---------------------- | ------ | --- |
| Classement mondial ITTF                           | 15 mai 2011         | —                      | 28     | Wang Hao (CHN) Timo Boll (GER) Zhang Jike (CHN) Jun Mizutani (JPN) Vladimir Samsonov (BLR) Joo Se-hyuk (KOR) Oh Sang-eun (KOR) Chuan Chih-Yuan (TPE) Dimitrij Ovtcharov (GER) Gao Ning (SIN) Tang Peng (HKG) Michael Maze (DEN) Alexseï Smirnov (RUS) Adrien Mattenet (FRA) Werner Schlager (AUT) Jiang Tianyi (HKG) Kalinikos Kreanga (GRE) Seiya Kishikawa (JPN) Jörgen Persson (SWE) Chen Weixing (AUT) Adrian Crişan (ROU) Jean-Michel Saive (BEL) Panayiótis Ghiónis (GRE) Zoran Primorac (CRO) Pär Gerell (SWE) Yang Zi (en) (SIN) Alexander Shibaev (RUS) Bojan Tokič (SLO) |
| Tournoi de qualification d’Asie de l’ouest hommes | 27-30 juin 2011     | Dubaï                  | 1      | Ibrahim Al-Hasan (KUW) |
| Jeux africains de 2011                            | 4-13 septembre 2011 | Maputo                 | 6      | Omar Assar (EGY) El-Sayed Lashin (en) (EGY) Quadri Aruna (NGR) Segun Toriola (NGR) Suraju Saka (CGO) Saheed Idowu (CGO) |
| Jeux panaméricains de 2011                        | 15-20 octobre 2011  | Guadalajara            | 1      | Liu Song (ARG) |
| Tournoi de qualification d'Asie centrale          | 9-11 janvier 2012   | Téhéran                | 1      | Noshad Alamian (IRI) |
| Tournoi de qualification d'Asie du Sud-Est        | 4-5 février 2012    | Bangkok                | 1      | Zhan Jian (SIN)† |
| Tournoi de qualification d'Amérique latine        | 4-6 mars 2012       | Rio de Janeiro         | 5      | Lin Ju (DOM) Gustavo Tsuboi (BRA) Marcelo Aguirre (PAR) Hugo Hoyama (BRA) Andy Pereira (CUB) |
| Tournoi de qualification d'Océanie                | 5-8 mars 2012       | Sydney                 | 3      | William Henzell (AUS) Justin Han (AUS) Yoshua Shing (VAN) |
| Tournoi de qualification d'Europe                 | 11-15 avril 2012    | Luxembourg             | 11     | Marcos Freitas (POR) Robert Gardos (AUT)† João Monteiro (POR) Bastian Steger (GER)† Dániel Zwickl (HUN) Aleksandar Karakašević (SRB) Marko Jevtović (SRB) He Zhiwen (ESP) Kirill Skachkov (RUS)† Jens Lundqvist (SWE)† Ádám Pattantyús (HUN) |
| Tournoi de qualification d'Asie                   | 19-22 avril 2012    | Hong Kong              | 8      | Leung Chu Yan (HKG)† Koki Niwa (JPN)† Ma Long (CHN)† Ryu Seung-min (KOR)† Kim Hyok-Bong (PRK) Kim Song-Nam (PRK) Jang Song-Man (PRK)† Soumyajit Ghosh (IND)* |
| Tournoi de qualification d'Amérique du Nord       | 20-22 avril 2012    | Cary, Caroline du Nord | 3      | Andre Ho (CAN) Pierre-Luc Hinse (CAN) Timothy Wang (USA) |
| Tournoi mondial final de qualification            | 10-13 mai 2012      | Doha                   | 2      | Tiago Apolonia (POR)† Carlos Machado (ESP) |
| Places réattribuées                               | 10-13 mai 2012      | Doha                   | 8      | Oleksandr Didukh (UKR) Wang Zeng Yi (POL) Andrej Gaćina (CRO) Bora Vang (TUR) Allan Bentsen (DEN) Mihai Bobocica (ITA) Yaroslav Zhmudenko (UKR) Matīss Burģis (LAT) |
| Représentation du pays hôte                       | 13 mai 2012         | —                      | 1      | Paul Drinkhall (GBR) |
| Place sur invitation de la commission tripartite  | 30 mai 2012         | —                      | 1      | Komi Mawussi Agbetoglo (TOG) |
| Quota par équipes                                 | 30 mai 2012         | —                      | 6      | Zhen Wang (CAN)† Liam Pitchford (GBR)† Andrew Baggaley (GBR)† Ahmed Saleh (EGY)† Robert Frank (AUS)† Thiago Monteiro (BRA)† |
| Total                                             | Total               | Total                  | 86     | 86 |

* Athlète de l'Asie du Sud le mieux classé.

#### Femmes
| Épreuve                                                       | Date                | Lieu                   | Places | Qualifiés |
| ------------------------------------------------------------- | ------------------- | ---------------------- | ------ | --- |
| Classement mondial ITTF                                       | 15 mai 2011         | —                      | 28     | Li Xiaoxia (CHN) Ding Ning (CHN)* Feng Tianwei (SIN) Kasumi Ishikawa (JPN) Ai Fukuhara (JPN) Kim Kyung-Ah (KOR) Wang Yuegu (SIN) Tie Ya Na (HKG) Wu Jiaduo (GER) Li Jiao (NED) Jiang Huajun (HKG) Shen Yanfei (ESP) Park Mi-Young (KOR) Li Jie (NED) Huang Yi-hua (TPE) Viktoria Pavlovich (BLR) Melek Hu (TUR) Li Qian (POL) Krisztina Tóth (HUN) Daniela Dodean (ROU) Kim Jong (PRK) Georgina Póta (HUN) Elizabeta Samara (ROU) Li Xue (FRA) Ni Xia Lian (LUX) Kristin Silbereisen (GER) Liu Jia (AUT) Iveta Vacenovská (CZE) |
| Jeux africains de 2011                                        | 4-13 septembre 2011 | Maputo                 | 6      | Offiong Edem (en) (NGR) Olufunke Oshonaike (NGR) Xing Han (CGO) Nadeen El-Dawlatly (EGY) Dina Meshref (EGY) Sarah Hanffou (CMR) |
| Jeux panaméricains de 2011                                    | 15-20 octobre 2011  | Guadalajara            | 1      | Zhang Mo (CAN) |
| Tournoi de qualification de l'Asie de l'Ouest pour les femmes | 19-20 octobre 2011  | Amman                  | 1      | Tvin Carole Moumjoghlian (LIB) |
| Tournoi de qualification d'Asie Centrale                      | 9-11 janvier 2012   | Téhéran                | 1      | Neda Shahsavari (IRI) |
| Tournoi de qualification d'Asie du Sud-Est                    | 4-5 février 2012    | Bangkok                | 1      | Li Jiawei (SIN)† |
| Tournoi de qualification d'Amérique latine                    | 4-6 mars 2012       | Rio de Janeiro         | 6      | Lígia Silva (BRA) Paula Medina (COL) Yadira Silva (MEX) Caroline Kumahara (BRA) Fabiola Ramos (VEN) Berta Rodríguez (CHI) |
| Tournoi de qualification d'Océanie                            | 5-8 mars 2012       | Sydney                 | 3      | Lay Jian Fang (AUS) Miao Miao (AUS) Anolyn Lulu (VAN) |
| Tournoi de qualification d'Europe                             | 11-15 avril 2012    | Luxembourg             | 11     | Irene Ivancan (GER)† Natalia Partyka (POL) Mie Skov (DEN) Xian Yifang (FRA) Cornelia Molnar (CRO) Margaryta Pesotska (UKR) Tian Yuan (CRO) Aleksandra Privalova (BLR) Li Qiangbing (AUT) Amelie Solja (AUT)† Wenling Tan Monfardini (ITA) |
| Tournoi de qualification d'Asie                               | 19-22 avril 2012    | Hong Kong              | 8      | Guo Yue (CHN)† Ri Myong-Sun (PRK) Sayaka Hirano (JPN)† Seok Ha-Jung (KOR)† Chen Szu-yu (TPE) Nanthana Komwong (THA) Ri Mi-Gyong (PRK)† Ankita Das (IND)** |
| Tournoi de qualification d'Amérique du Nord                   | 20-22 avril 2012    | Cary, Caroline du Nord | 2      | Ariel Hsing (USA) Lily Zhang (USA) |
| Tournoi mondial final de qualification                        | 10-13 mai 2012      | Doha                   | 2      | Dana Hadačová (CZE) Sara Ramírez (ESP) |
| Places réattribuées                                           | 10-13 mai 2012      | Doha                   | 6      | Galia Dvorak (ESP)† Anna Tikhomirova (RUS) Yana Noskova (RUS) Ho Ching Lee (HKG)† Lei Huang Mendes (POR) Tetiana Bilenko (UKR) |
| Représentation du pays hôte                                   | 13 mai 2012         | —                      | 1      | Joanna Parker (GBR) |
| Place sur invitation de la commission tripartite              | 30 mai 2012         | —                      | 1      | Yasmin Hassan Farah (DJI) |
| Quota par équipes                                             | 30 mai 2012         | —                      | 8      | Katarzyna Grzybowska (POL)† Erica Wu (USA)† Kelly Sibley (GBR)† Na Liu (GBR)† Elena Timina (NED)† Raghd Magdy (EGY)† Tan Zhenhua (AUS)† Gui Lin (BRA)† |
| Total                                                         | Total               | Total                  | 86     | 86 |

* Guo Yan est remplacé par Ding Ning.
** Athlète de l'Asie du Sud le mieux classé.

### Équipes
Seize équipes, dont une équipe de chacun des six continents et le CNO hôte sont qualifiés pour les épreuves par équipes. La qualification d'un CNO est basé sur le nombre de joueurs qualifiés et sur le classement du CNO lors des Championnats du monde par équipes 2012. Ces championnats ont eu lieu du 25 mars au 1er avril 2012 à Dortmund en Allemagne. Un total de quatorze places par sexe ont été réservées aux équipes qualifiées représentant les CNO ayant moins de trois athlètes qualifiés en individuel. Huit places chez les hommes et quatre chez les femmes sont restés inutilisés et ont été transférés à la compétition en simple du sexe correspondant et ont été ajoutés au tournoi de qualification final.

#### Hommes
| Épreuve           | Date        | Places | Qualifiés |
| ----------------- | ----------- | ------ | --- |
| Quota continental | 14 mai 2012 | 6      | Égypte (Afrique) Chine (Asie) Allemagne (Europe) Brésil (Amérique latine) Canada (Amérique du Nord) Australie (Océanie) |
| CNO hôte          | 14 mai 2012 | 1      | Grande-Bretagne |
| Équipes restantes | 14 mai 2012 | 9      | Corée du Sud Japon Autriche Suède Singapour Hong Kong Portugal Corée du Nord Russie                                     |
| TOTAL             | TOTAL       | 16     | 16 |

| CNO           | Continent        | Qualifiés | Classement CME |
| ------------- | ---------------- | --------- | -------------- |
| Chine         | Asie             | 3         | 1              |
| Allemagne     | Europe           | 3         | 2              |
| Japon         | Asie             | 3         | 3              |
| Corée du Sud  | Asie             | 3         | 3              |
| Autriche      | Europe           | 3         | 5              |
| Suède         | Europe           | 3         | 6              |
| Singapour     | Asie             | 3         | 8              |
| Hong Kong     | Asie             | 3         | 9              |
| Portugal      | Europe           | 3         | 11             |
| Corée du Nord | Asie             | 3         | 13             |
| Russie        | Europe           | 3         | 14             |
| Grèce         | Europe           | 2         | 15             |
| Serbie        | Europe           | 2         | 16             |
| Hongrie       | Europe           | 2         | 17             |
| Danemark      | Europe           | 2         | 20             |
| Espagne       | Europe           | 2         | 21             |
| Croatie       | Europe           | 2         | 22             |
| Ukraine       | Europe           | 2         | 25             |
| Brésil        | Amérique latine  | 2         | 28             |
| Égypte        | Afrique          | 2         | 30             |
| Nigéria       | Afrique          | 2         | 32             |
| Australie     | Océanie          | 2         | 35             |
| Canada        | Amérique du Nord | 2         | 43             |
| Congo         | Afrique          | 2         | 71             |

#### Femmes
| Épreuve           | Date        | Places | Qualifiés |
| ----------------- | ----------- | ------ | --- |
| Quota continental | 14 mai 2012 | 6      | Égypte (Afrique) Chine (Asie) Allemagne (Europe) Brésil (Amérique latine) États-Unis (Amérique du Nord) Australie (Océanie) |
| CNO hôte          | 14 mai 2012 | 1      | Grande-Bretagne |
| Équipes restantes | 14 mai 2012 | 9      | Singapour Corée du Sud Hong Kong Japon Corée du Nord Autriche Espagne Pays-Bas Pologne                                      |
| TOTAL             | TOTAL       | 16     | 16 |

| CNO                | Continent        | Qualifiés | Classement CME |
| ------------------ | ---------------- | --------- | -------------- |
| Chine              | Asie             | 3         | 1              |
| Singapour          | Asie             | 3         | 2              |
| Corée du Sud       | Asie             | 3         | 3              |
| Hong Kong          | Asie             | 3         | 3              |
| Japon              | Asie             | 3         | 5              |
| Allemagne          | Europe           | 3         | 7              |
| Corée du Nord      | Asie             | 3         | 9              |
| Autriche           | Europe           | 3         | 10             |
| Espagne            | Europe           | 3         | 17             |
| Pays-Bas           | Europe           | 2         | 6              |
| Pologne            | Europe           | 2         | 8              |
| Hongrie            | Europe           | 2         | 11             |
| Roumanie           | Europe           | 2         | 12             |
| Biélorussie        | Europe           | 2         | 13             |
| Taipei chinois     | Asie             | 2         | 14             |
| Russie             | Europe           | 2         | 15             |
| Croatie            | Europe           | 2         | 16             |
| République tchèque | Europe           | 2         | 18             |
| Ukraine            | Europe           | 2         | 19             |
| France             | Europe           | 2         | 22             |
| États-Unis         | Amérique du Nord | 2         | 23             |
| Australie          | Océanie          | 2         | 25             |
| Brésil             | Amérique latine  | 2         | 36             |
| Égypte             | Afrique          | 2         | 39             |
| Nigéria            | Afrique          | 2         | 42             |